# روونا موریل
روونا ا. موریل (به انگلیسی: Rowena Morrill) (زادهٔ ۱۹۴۴ – درگذشتهٔ ۱۱ فوریهٔ ۲۰۲۱) یک هنرمند آمریکایی بود، او در موضوعات علمی تخیلی و تصاویر فانتزی مشغول به کار بود.
او به عنوان یکی از اولین زنان هنرمند و معتبر در نشان دادن تأثیر تصویر روی جلد کتاب بود. او چند کتاب کار از جمله هنر خیالی از روونا، تصور کنید (به زبان فرانسوی)، تخیل (به زبان آلمانی) و هنر از روونا داشت. او همچنین صاحب بسیاری از گلچین‌های ادبی مانند فردا و پس از آن و جهان نامتناهی بود.